# Pekka Lagerblom
Pekka Lagerblom (Lahti, 19 oktober 1982) is een Fins voetballer (middenvelder) die sinds 2016 voor Jacksonville Armada uitkomt. Eerder speelde hij voor onder meer Werder Bremen en FC Köln. Met Werder Bremen werd hij landskampioen en won hij de beker in 2004.

## Interlandcarrière
Lagerblom maakte op 16 november 2003 in de vriendschappelijke wedstrijd tegen Honduras zijn debuut voor de Finse nationale ploeg, net als verdediger Juha Pasoja van FC Haka. Hij viel na 74 minuten in voor spits Aleksej Jerjomenko.